# Winden am See
Winden am See est une commune autrichienne du district de Neusiedl am See dans le Burgenland.